# Georgiens ambassad i Stockholm
Georgiens ambassad i Stockholm (även Georgiska ambassaden) är Georgiens diplomatiska representation i Sverige.
Ambassaden är belägen på Holländargatan 23. Ambassadör sedan 2021 är Irakli Chutsurauli. 
Ambassaden upprättades år 2006 och år 2007 flyttade ambassaden till Humlegårdsgatan 19 i centrala Stockholm. Sedan flyttade ambassaden till Karlavägen 60. Idag ligger ambassaden på Holländargatan 23.
Sverige har även en ambassad i Georgiens huvudstad Tbilisi, se Sveriges ambassad i Tbilisi.

## Beskickningschefer
| Namn                  | Period    | Funktion   |
| --------------------- | --------- | ---------- |
| Amiran Kavadze        | 2007–2011 | Ambassadör |
| Konstantin Kavtaradze | 2011–2016 | Ambassadör |
| Malchaz Kakabadze     | 2016–2021 | Ambassadör |
| Irakli Chutsurauli    | 2021–idag | Ambassadör |